# 蘇什巴巴

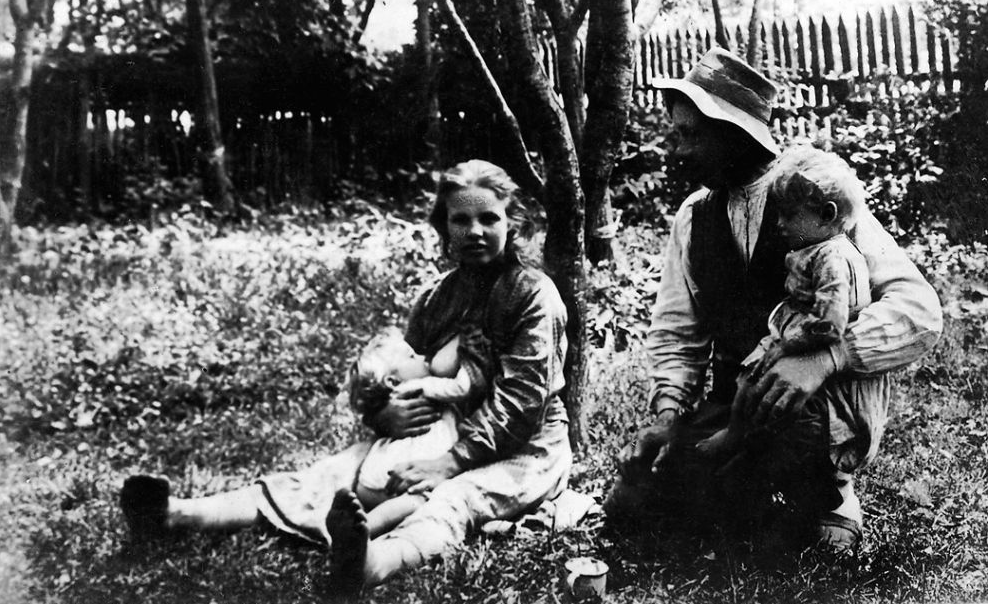

蘇什巴巴（烏克蘭語：Сушибаба），是烏克蘭的村落，位於該國西部沃倫州，由科韋利區負責管轄，面積0.9平方公里，海拔高度188米，2001年人口122，人口密度每平方公里135.86人。
51°1′38″N 24°46′20″E / 51.02722°N 24.77222°E